# Manuel de Godoy y Tudó
Manuel de Godoy y Tudó, né le 29 mars 1805 à Madrid et mort le 26 mai 1871 dans la même ville, était un aristocrate espagnol.

## Famille
Manuel de Godoy y Tudó est le fils de Manuel Godoy, secrétaire d'État de Charles IV, et de Pepita Tudó, comtesse de Castillo Fiel. Bien que ses parents soient secrètement mariés depuis juin 1797, officiellement à l'époque de la naissance de Manuel de Godoy, son père est marié à Thérèse de Bourbon depuis octobre 1797.
Il a un frère, Louis, né en 1807, et une sœur consanguine, Louise-Charlotte, duchesse de Sueca, née en 1800.

## Biographie
À sa naissance, son père est alors en grâce, il est secrétaire d'État et proche du roi Charles IV d'Espagne, il a la mainmise sur le gouvernement espagnol. Il mène une politique résolument favorable à la présence française en Espagne, s'attirant les foudres de la majorité des Espagnols. Charles IV est finalement renversé au terme du soulèvement d'Aranjuez, Godoy ne doit sa survie qu'à l'intervention de Napoléon.
Manuel de Godoy passe les premières années de sa vie en exil avec Charles IV, Marie-Louise de Bourbon-Parme, son père, sa mère, sa sœur consanguine Louise, et son frère. Ils vivent pendant plusieurs mois, à Fontainebleau, puis à Compiègne, puis à Aix-en-Provence. En octobre 1808 ils arrivent à Marseille où ils passent les quatre années suivantes. En juillet 1812 ils s'installent à Rome où ils vivent dans le palais Barberini.
En 1815, il déménage à Gênes avec sa mère, mais Ferdinand VII soudoie la police pour les en expulser ; ils finissent leur périple à Pise. Le 7 février 1829, son père épouse officiellement sa mère. Ils déménagent à Paris en 1832 où ils vivent dans la pauvreté à l'hôtel d'Aunay rue des Mathurins grâce à une pension de cinq mille francs que lui octroie Louis-Philippe Ier.
En 1847, le gouvernement espagnol rend une partie des biens de sa famille à son père et restaure ses titres, excepté celui de prince de la Paix, que son père avait dû abandonner pour celui de prince romain de Bassano. Il hérite du titre de prince romain de Bassano de son père à sa mort en 1851, et de celui de comte de Castillo Fiel de sa mère en 1869.

## Mariage
Il s'est marié à Paris le 15 novembre 1827, avec Marie-Caroline Crowe (1807 – 1878), d'origine irlando-espagnole, fille de Lawrence Crowe, Lord of St Stephen's Green House, et de Lucinda O'Donovan O'Neill. Ils eurent cinq enfants :
1. Manuel de Godoy y Crowe (1828 - 1896), 3e prince romain de Bassano, 3e comte de Castillo Fiel ;
2. Matilde de Godoy y Crowe (1830 - 1901), 4e comtesse de Castillo Fiel ;
3. Josèphe de Godoy y Crowe (1834 - 1882), 2e vicomtesse de Rocafuerte ;
4. Charles de Godoy y Crowe (1835 - 1862) ;
5. Marie-Louise de Godoy y Crowe (1839 - 1880).

## Honneurs

### Titres
- 2e prince romain de Bassano (1851)
- 2e comte Castillo Fiel (1869)

### Décorations
- Chevalier de l'ordre militaire de Santiago (Espagne)
- Bailli grand-croix de l'ordre souverain de Malte
- Commandeur de l'ordre du Christ (Saint-Siège)
- Commandeur de l'ordre d'Aviz (Portugal)